# Carolina Coordes
Carolina Coordes (Berlín, 19 de julio de 2004) es una deportista alemana que compite en saltos de plataforma. Ganó tres medallas en el Campeonato Europeo de Natación, en los años 2024 y 2025.

## Palmarés internacional
| Campeonato Europeo | Campeonato Europeo | Campeonato Europeo | Campeonato Europeo           |
| Año                | Lugar              | Medalla            | Prueba                       |
| ------------------ | ------------------ | ------------------ | ---------------------------- |
| 2024               | Belgrado (Serbia)  | Medalla de plata   | Plataforma 10 m sincro mixto |
| 2024               | Belgrado (Serbia)  | Medalla de bronce  | Equipo mixto                 |
| 2025               | Antalya (Turquía)  | Medalla de bronce  | Plataforma 10 m sincro       |